# Comté d'Emmons
Le comté d’Emmons est un comté du Dakota du Nord, aux États-Unis. Siège et plus grande ville : Linton.
Williamsport a été le siège du comté de 1883 à 1899, avant d’être supplanté par Linton en 1899.

## Origines ancestrales
Les habitants du comté se déclarent comme étant principalement d'origine :
 Allemande : 72,5 %
 Russe : 15,9 %
 Norvégienne : 10,7 %
 Néerlandaise : 7,8 %
 Irlandaise : 5,4 %
 Anglaise : 3,7 %
 Américaine : 2,3 %
 Française : 1,9 %
 Suédoise : 0,6 %

## Démographie
| 1880 | 1890  | 1900  | 1910  | 1920   | 1930   |
| ---- | ----- | ----- | ----- | ------ | ------ |
| 38   | 1 971 | 4 349 | 9 796 | 11 288 | 12 467 |

| 1940   | 1950  | 1960  | 1970  | 1980  | 1990  |
| ------ | ----- | ----- | ----- | ----- | ----- |
| 11 699 | 9 715 | 8 462 | 7 200 | 5 877 | 4 830 |

| 2000  | 2010  | - | - | - | - |
| ----- | ----- | - | - | - | - |
| 4 331 | 3 550 | - | - | - | - |